# 菅原和孝
菅原 和孝（すがわら かずよし、1949年 - ）は、日本の人類学者。京都大学名誉教授。

## 経歴[1][2]
出生から修学期
1949年、東京都で生まれた。京都大学理学部で学び、1973年に卒業。京都大学大学院理学研究科に進み、1980年に博士課程を単位取得退学。
人類学研究者として
1980年、北海道大学文学部助手に採用された。1981年、学位論文『Sociological study of hybrid baboons between Papio anubis and P. hamadryas in the Awash valley, Ethiopia(エチオピア、アワシュ峡谷におけるアヌビスヒヒとマントヒヒの種間雑種の社会学的研究)』を京都大学に提出して理学博士の学位を取得。1988年、京都大学教養部助教授に就いた。1992年、教養学部が改組となったことにより京都大学総合人間学部助教授。1997年、同教授に昇格。2003年、改組により京都大学大学院人間・環境学研究科教授。2015年3月に京都大学を退任し、同年4月より名誉教授となった。

## 受賞・栄典
- 2013年 第8回日本文化人類学会賞を受賞。

## 研究内容・業績
初めニホンザルやヒヒの行動研究をする霊長類学者として、後にカラハリ砂漠のブッシュマンの研究に転じた。モーリス・メルロー＝ポンティの思想を土台とし、ブッシュマンの生活世界やコミュニケーションについて、実証主義と現象学に根差した議論を展開している。フィールドでの研究テーマと調査時期は、近接と身体接触（1982-1983年）、訪問と挨拶（1984-1985年）、身体的な関与と相互行為、社会経済生活、民族集団間の関係、日常会話（1987-1992年）、セクシュアリティ、個人名の民族誌 (1992-1997)、民族動物学（1992-2010年）、生活史の語り (1994-)、身体資源論など。並行して、日本人の会話をビデオに収録し、自己接触や身ぶりといった身体動作と発話との関連を探る。1999年より静岡県水窪町にて重要無形民俗文化財「西浦の田楽」を調査し、身体技法の伝承過程について考察している。
また「鳥羽 森」のペンネームでSF小説『密閉都市のトリニティ』を書いている。

## 著作
著書
- 『身体の人類学：カラハリ狩猟採集民グウィの日常行動』河出書房新社 1993
- 『語る身体の民族誌：ブッシュマンの生活世界 I』京都大学学術出版会 1998
- 『会話の人類学：ブッシュマンの生活世界 II』京都大学学術出版会 1998
- 『もし、みんながブッシュマンだったら』福音館書店 1999
- 『感情の猿＝人』弘文堂 2002
- 『ブッシュマンとして生きる：原野で考えることばと身体』中央公論新社 2004
- 『ことばと身体：「言語の手前」の人類学』講談社 2010
- 『狩り狩られる経験の現象学：ブッシュマンの感応と変身』京都大学学術出版会 2015
- 『動物の境界：現象学から展成の自然誌へ』弘文堂 2017

SF小説作品(鳥羽森名義)
- 『密閉都市のトリニティ』鳥羽森著、講談社 2010

共編著
- 『コミュニケーションとしての身体』野村雅一と共編、大修館書店 1996
- 『遊動民（ノマッド）』田中二郎・佐藤俊・太田至と共編、昭和堂 2004
- 『フィールドワークへの挑戦：〈実践〉人類学入門』編著、世界思想社 2006
- 『身体資源の共有』編著、弘文堂 2007
- 『身体化の人類学：認知・記憶・言語・他者』編著、世界思想社 2013
- 『性と出会う：人類学者の見る、聞く、語る』須藤健一・栗田博之・山極寿一・棚橋訓・松園万亀雄共編

共訳書
- 『ヒトの行動の起源：霊長類の行動進化学』矢野喜夫と共訳、ミネルヴァ書房 1982